# Santa Ana, Argentina
Santa Ana är en ort i Argentina.   Den ligger i provinsen Entre Ríos, i den nordöstra delen av landet, 400 km norr om huvudstaden Buenos Aires. Santa Ana ligger 50 meter över havet och antalet invånare är 2 059. Den ligger vid sjön Salto Grande Embalse de.
Terrängen runt Santa Ana är platt. Närmaste större samhälle är Federación, 12,2 km söder om Santa Ana.
Runt Santa Ana är det glesbefolkat, med 9 invånare per kvadratkilometer.